# Lucky Starr e gli oceani di Venere
Lucky Starr e gli oceani di Venere (Lucky Starr and the Oceans of Venus) è un romanzo di fantascienza del 1954 di Isaac Asimov, terzo volume del ciclo di Lucky Starr, una serie di space opera avventurosa per ragazzi.

## Ambientazione
Nel libro Venere è presentato come un pianeta avvolto dalle nubi e totalmente ricoperto d'acqua. Questa era l'idea che ci si era fatti su questo corpo celeste al tempo in cui scriveva Asimov (anni cinquanta). Il pianeta in realtà è totalmente l'opposto: l'atmosfera è assolutamente irrespirabile; la temperatura è di circa 450 °C; le nubi non sono formate da vapore acqueo, ma da acido solforico da cui derivano le piogge acide.
In realtà, alcuni passaggi del romanzo (il protagonista che dice che prima dei viaggi spaziali i terrestri "avevano strane conoscenze del pianeta" e "pensavano non avesse acqua") lasciano pensare che nel periodo di scrittura del romanzo cominciassero a rivelarsi alcune delle caratteristiche reali del pianeta, ma nel dubbio l'autore abbia preferito utilizzare la "tradizionale" visione di Venere come mondo d'acqua.
Le città, di conseguenza, sono cupole sottomarine, con illuminazione artificiale in quanto lo spesso strato superficiale d'alghe non lascia passare la luce. La ricca fauna è decisamente presente nel romanzo, e non solo come contorno scenografico ma come importante elemento attivo.

## Trama
Lucky Starr e Bigman si stanno trasferendo su Venere dalla stazione spaziale orbitante attorno al pianeta. Il motivo del loro viaggio è che Lou Evans, ex compagno di accademia di Lucky e membro del Consiglio, che è stato mandato là per investigare su una faccenda poco chiara, è stato fatto oggetto di una richiesta di richiamo e indagine per corruzione, e Lucky, che conoscendolo non può credere a queste accuse, intende vederci chiaro di persona. Durante il viaggio sulla navetta spazio-pianeta, qualcosa tuttavia non va: Lucky si accorge che stanno scendendo troppo rapidamente e quando si dirige dai piloti essi sembrano del tutto sordi e impassibili ai suoi richiami. Lui e Bigman sono costretti ad aggredirli per prendere in mano i controlli, senza riuscire però ad impedire l'impatto con la superficie del pianeta.
Il pianeta è sostanzialmente costituito da un unico grande oceano, coperto da uno spesso strato di alghe, in cui prosperano grandi quantità di forme di vita autoctone. La navetta è studiata anche per entrare in acqua ad alta velocità e navigare, ed è per questo che riesce a resistere in qualche modo all'impatto, anche se subisce pesanti danni. Dopo l'impatto, i piloti rinvengono, senza ricordare niente di ciò che è accaduto. Lentamente, la navetta raggiunge la sua meta, che è situata sott'acqua: Afrodite City è infatti, come le altre città venusiane, costruita sotto una cupola sottomarina.
Giunti a destinazione, i due protagonisti, mentre stanno pranzando in un lussuoso ristorante, sono avvicinati da Mel Morris, il capo della sezione venusiana del Consiglio, che comunica loro senza mezzi termini che sospetta Evans di essere l'ideatore dell'incidente che è appena capitato. Lasciato il ristorante, si recano all'appartamento del consigliere, che spiega a Lucky quale è il problema: si stanno verificando da tempo strani avvenimenti, accomunati dal fattore comune che una o più persone, coinvolte in questi strani incidenti, dimostrino di non ricordare ciò che hanno compiuto (come, ad esempio, i piloti della navetta). Per Morris, la spiegazione è una sola: qualcuno sta riuscendo a praticare un qualche tipo di controllo mentale, e il suo scopo finale potrebbe essere quello di danneggiare e rubare i segreti della produzione di lievito commestibile, un'esclusiva venusiana di grande importanza commerciale e in pieno sviluppo. E a questo punto entra in scena Lou Evans: ha richiesto dei dati segreti sul lievito, senza dare spiegazioni, ed essendogli stati rifiutati, li ha rubati. Dopo poco tempo dal furto, avviene un incidente proprio nel reparto i cui segreti sono contenuti nei documenti rubati. Di conseguenza, l'ipotesi è che Evans sia un doppiogiochista e abbia passato le preziose informazioni al nemico. Lucky, a questo punto, chiede di vedere Evans, cosa che Morris gli concede ben volentieri.
Entrati nella sezione dell'edificio che fa da prigione, Lucky e Bigman fanno conoscenza con una delle forme di vita venusiane: si tratta di una rana-V, un esserino erbivoro la cui vaga somiglianza con una rana terrestre è solo esteriore. L'animale suscita subito l'entusiasmo di Bigman, che le procura immediatamente un boccone di quella che per la creaturina è una leccornia: piselli intinti nel grasso di macchina. Come spiegherà più avanti Lucky nel romanzo, le rane-V sono ghiotte di idrocarburi, e tale predilezione è probabilmente legata all'alto tenore di ossigeno presente nelle alghe, che a differenza delle piante terrestri non lo rilasciano nell'atmosfera venusiana, che perciò è rimasta composta esclusivamente di azoto.
Lou Evans viene portato nella stanza, ma il suo comportamento è molto strano: rimprovera a Lucky di non essere stato lontano come gli aveva chiesto in un messaggio clandestino, non dà spiegazioni sul suo comportamento, e risponde con un "no comment" alle domande dirette. Mentre Morris incalza, arriva una notizia terrificante: un uomo sotto controllo mentale si è piazzato ad uno dei portelli sulla parete della cupola, e può far entrare l'acqua nella città in qualsiasi momento.
Tutti e tre corrono alla zona minacciata della città, che è divisa in sezioni isolabili tramite spesse lastre dello stesso materiale della cupola. Viene incontro a loro l'ingegnere capo, Lyman Turner, che cerca invano di parlare con Morris: il consigliere schizza via, seguito da Bigman, mentre Lucky resta con Turner. Questi gli spiega cosa voleva dire a Morris: tramite il suo computer portatile, costruito da lui stesso, ha calcolato che la barriera di separazione potrebbe cedere all'urto del getto d'acqua, se il portello venisse aperto. L'ingegnere non sa comunque che fare: non è possibile evacuare l'intera popolazione; ha pensato anche di scappare, semplicemente, visto che in tutta quella confusione sarebbe facile uscire dai portelli poco sorvegliati. A queste parole, Lucky d'improvviso si volta e corre via.
Bigman nel frattempo è con Morris, che sta cercando di decidere cosa fare. L'uomo è barricato dentro alla stanza di controllo dell'apertura, e non c'è modo di attaccarlo senza farsi scoprire. I congegni sono accessibili solo dall'interno della stanza, e l'unica cosa che porta dentro la stanza sono i condotti di ventilazione. Bigman suggerisce che lui, così piccolo, potrebbe riuscire ad entrarci e a raggiungere i cavi di controllo forando il condotto. Mentre Lucky sta cercando di uscire dalla bolgia che circonda il posto, Bigman entra nel condotto e riesce ad intercettare i comandi e a neutralizzarli.
Ma Lucky è arrivato troppo tardi al quartier generale del Consiglio: Lou Evans è scappato, non solo dalla prigionia, ma anche dalla città, utilizzando un battello sottomarino. Ora risulta chiaro che questa è la ragione per l'azione del portello: l'uomo che si era asserragliato dentro si è infatti arreso senza tentare di azionare i comandi manomessi da Bigman. Nonostante questo, Lucky si dice sicuro che Evans non è colpevole. L'indomani, dopo aver fatto visita a Turner, prende una nave subacquea e parte con Bigman alla sua ricerca. Trova la sua nave, e comunica con Evans: sa perché ha mandato la falsa richiesta di indagine a nome di Morris (che aveva detto a Lucky che doveva ancora terminarla), e sa anche chi è il nemico. Evans risponde solo di star lontano. Lucky spiega a Bigman, convinto che Evans stia bluffando, chi è il nemico: come ha fatto Bigman, la prima volta che ha visto la rana-V, a sapere che mangiava grasso lubrificante? Nessuno gliel'aveva detto: evidentemente, era stata la rana-V a suggerirglielo.
Mentre si avvicina all'altra nave, il battello di Lucky viene colpito da un misterioso scoppio, che lo danneggia ma non gravemente. Evans chiama, e ora parla: la sua nave, come la loro, è stata colpita, ma in maniera più violenta ed ora è completamente ferma. Lucky manovra per raggiungerla, mentre un boato lontano segna un altro colpo, andato a vuoto. Evans si trasferisce sulla nave di Lucky, e ora può parlare: aveva cominciato a sospettare delle rane-V perché gli uomini coinvolti negli incidenti ne avevano la casa piena, e aveva voluto dimostrare la sua tesi leggendo dati segreti di fronte ad una di queste. Ma con questo atto aveva aperto la sua mente alle creature, che in seguito, senza raggiungere l'intensità di controllo degli altri uomini, gli avevano impedito a lungo di spiegare a chiunque quanto era successo. Oltre a questo, indica l'origine dei misteriosi colpi ricevuti dalle navi: si tratta di un animale venusiano, la toppa arancio, che è fatta "come una frittata rivoltata ai bordi", ed utilizza un getto d'acqua per stordire ed uccidere le sue prede. L'esemplare che li ha colpiti ha dimensioni colossali: tre chilometri di diametro, e si trova proprio sopra di loro.
Lucky esce fuori in tuta subacquea, tentando di punzecchiare il mostruoso animale con un fucile a scarica elettrica per farlo spostare, ma le reazioni della creatura sono comandate dalle rane-V, e la tattica non ha successo. Allora cerca il cuore della creatura, e riesce a colpirla e ad ucciderla. La carcassa rimane però sopra la nave, e si dovrà cercare di uscire attraversandola. Mentre ci si prepara al primo tentativo, Evans paragona la loro situazione allo stare in una "cella", termine già sentito da Lucky durante la visita a Turner, citato dalla sua giovane moglie come una delle dotazioni del complesso di appartamenti in cui risiedono. Evans spiega che si tratta di piccole cupole per poche persone, che dovrebbero proteggerle in caso di cedimento della cupola principale.
Una volta liberatisi dal cadavere della bestia, l'idea di Lucky è quella di comunicare con la Terra tramite la stazione spaziale, e subito: nessuno su Venere può dirsi al sicuro dalle rane-V, e se tornano ad Afrodite senza averlo fatto probabilmente non sarà concessa loro un'altra opportunità. Data la limitatezza dell'apparecchio radio della nave, però, per riuscirci devono salire in superficie, dove vivono le rane-V. Evans esprime i suoi dubbi prima ancora di uscire da sotto la toppa; ma durante la salita le rane-V usano i suoi dubbi per portarlo a minacciare Lucky col fucile per tornare alla città. Durante il ritorno, Bigman, che è ai comandi, fa incagliare la nave nella carcassa della toppa, sbilanciando Evans e permettendo a Lucky di sopraffarlo. Dopodiché, con Evans legato alla cuccetta, ci si dirige definitivamente alla superficie.
Emersi dall'acqua, i protagonisti cominciano a subire i primi attacchi delle rane-V, dapprima subdolamente, e poi con un contatto mentale diretto, nel quale le creature venusiane pretendono di sapere cosa conoscono di loro, prima di costringerli ad affondare la nave affogando. In una drammatica lotta all'interno della propria mente, Lucky deve dapprima riuscire a ricordare cosa doveva fare, e poi lottare contro il dolore impostogli tramite il contatto mentale. Non riesce ad attivare la radio, ma trova un'altra soluzione: estrae dall'armadio dei medicinali un vaso di gelatina di petrolio e lo espelle in mare, distraendo le rane-V. Riesce quindi a fare la chiamata alla stazione orbitale e alla Terra.
Al ritorno alla città, degli uomini controllati tentano di puntare sulla nave un cannone, e Lucky è costretto ad usare un trucco (ripete più volte la parola "petrolio" descrivendola mentalmente) per salvarsi. Questo significa che il nemico è alla disperazione, e la faccenda va chiusa in fretta. Lucky dà delle istruzioni scritte a Bigman (parlare facilita alle creature aliene la lettura del pensiero), e va con lui ad incontrare Morris, e anche Turner che arriva subito dopo.
Il tema da discutere è: come contrastare delle creature protette dalla stessa immensità dell'oceano in cui vivono? Lucky spiega che il vero nemico non sono le rane-V: già è sospetto che sia stato così facile individuarle, e che sia così semplice combatterle con gli idrocarburi, ma hanno anche usato un'espressione ("la vostra vita sarà come una fiamma che si estingue") non naturale per delle creature che non possono aver visto, nell'atmosfera di azoto di Venere, nessuna fiamma prima che arrivasse l'uomo. Lucky suggerisce che ci vorrebbe un uomo specializzato in biofisica, come lo stesso Morris. Accusato di tradimento, Morris perde la calma e attacca Lucky, ed è in questo momento che Bigman esegue le sue istruzioni: spara col fucile, e il bersaglio non è Morris, bensì il computer di Turner.
L'accusa al dottor Morris era un diversivo, che doveva servire a distrarre Turner quel tanto che bastava ad impedirgli di fermare Bigman. Lucky ricorda a Turner che sua moglie, quando era andato a fargli visita dopo l'incidente dell'uomo impazzito presso la paratia, aveva detto di aver dormito tutto il tempo e di aver saputo solo la mattina quanto accaduto. Ma gli appartamenti sono dotati di celle: perché Turner, che ha scoperto l'inadeguatezza delle barriere divisorie e che ha dimostrato palesemente di amare sua moglie, non l'ha chiamata per farla mettere in salvo? Il famoso "computer portatile" che l'ingegnere teneva sempre con sé anche quando non era necessario, era evidentemente l'apparecchio con cui controllava le rane-V.
Il libro si chiude con Bigman e Lucky che discutono sulla sorte di Turner: come farlo condannare con prove così esili? Lucky risponde che probabilmente il Consiglio non è interessato a giustiziarlo: cercheranno invece di indurlo a collaborare perché sveli i segreti del macchinario che ha creato.

## Edizioni
- Isaac Asimov, Lucky Starr and the Oceans of Venus, Doubleday, 1954.
- Isaac Asimov, Lucky Starr e gli oceani di Venere, traduzione di Patrizia Krachmalnicoff, Giunti, 1978.
- Isaac Asimov, Lucky Starr e gli oceani di Venere, traduzione di Lidia Lax e Diana Georgiacodis - copertina di Karel Thole, collana Oscar Fantascienza n° 74, Arnoldo Mondadori Editore, 1989, ISBN 88-04-31999-2.